# Боз-Оглу-Каратаяк
Боз-Оглу́-Каратая́к (укр. Боз-Оглу-Каратаяк, крымскотат. Boz Oğlu Qara Tayaq, Боз Огълу Къара Таякъ) — исчезнувшее село в Сакском районе Республики Крым, располагавшийся на севере района, в степной зоне Крыма, на месте современного села Ветровка.

## История
Первое документальное упоминание села встречается в Камеральном Описании Крыма… 1784 года, судя по которому, в последний период Крымского ханства Каратабак входил в Каракуртский кадылык Бахчисарайского каймаканства<. После присоединения Крыма к России (8) 19 апреля 1783 года, (8) 19 февраля 1784 года, именным указом Екатерины II сенату, на территории бывшего Крымского Ханства была образована Таврическая область и деревня была приписана к Евпаторийскому уезду. После Павловских реформ, с 1796 по 1802 год, входила в Акмечетский уезд Новороссийской губернии. По новому административному делению, после создания 8 (20) октября 1802 года Таврической губернии, Боз-Оглу-Каратаяк был включён в состав Урчукской волости Евпаторийского уезда.
По Ведомости о волостях и селениях, в Евпаторийском уезде с показанием числа дворов и душ… от 19 апреля 1806 года в деревне Боз-оглу-Каратаяк числилось 7 дворов, 62 крымских татарина и 6 цыган. На военно-топографической карте генерал-майора Мухина 1817 года деревня Джумай кесек бозу обозначена с 5 дворами. После реформы волостного деления 1829 года Боз Оглу Каратояк, согласно «Ведомости о казённых волостях Таврической губернии 1829 г» остался в составе Урчукской волости. На карте 1836 года в деревне 5 дворов, а на карте 1842 года Боз-Оглу-Каратаяк обозначен условным знаком «малая деревня», то есть, менее 5 дворов.
В 1860-х годах, после земской реформы Александра II, деревню приписали к Абузларской волости. Согласно «Памятной книжке Таврической губернии за 1867 год», деревня Каратаяк была покинута жителями в 1860—1864 годах, в результате эмиграции крымских татар, особенно массовой после Крымской войны 1853—1856 годов, в Турцию и вновь заселена татарами. В «Списке населённых мест Таврической губернии по сведениям 1864 года», составленном по результатам VIII ревизии 1864 года, Боз-Оглу-Каратаяк — владельческая татарская деревня, с 7 дворами, 53 жителями и мечетью (на трёхверстовой карте Шуберта 1865—1876 года деревня на месте Боз-Оглу-Каратаяк не подписана (похожа на брошенную)). По «Памятной книге Таврической губернии 1889 года», по результатам Х ревизии 1887 года, в деревне Каратаяк числилось 16 дворов и 76 жителей. Согласно «…Памятной книжке Таврической губернии на 1892 год», в деревне Булатчи, входившей в Биюк-Барашский участок, было 38 жителей в 6 домохозяйствах.
Земская реформа 1890-х годов в Евпаторийском уезде прошла после 1892 года, в результате деревню приписали к Кокейской волости. По «…Памятной книжке Таврической губернии на 1900 год» в Боз оглу Каратаяк числился 31 житель в 8 дворах. Те же данные приведены в «Памятной книжке Таврической губернии на 1902 год». Как малое поселение Каратаяк обозначено на километровой карте Крыма Генштаба 1941 года (составленной на основе карт 1920 и 1912 годов). В дальнейшем в доступных источниках поселение с таким названием не встречается — вероятно, поглощено селом Боз-Оглу-Прикуп.

### Динамика численности населения
| - 1805 год — 68 чел. - 1864 год — 53 чел. - 1889 год — 76 чел. | - 1892 год — 38 чел. - 1900 год — 31 чел. |